# Valentin Lavillenie
Valentin Lavillenie (ur. 16 lipca 1991 w Barbezieux-Saint-Hilaire) – francuski lekkoatleta specjalizujący się w skoku o tyczce.
W 2013 był piąty na igrzyskach śródziemnomorskich, zdobył brązowy medal młodzieżowych mistrzostw Europy oraz zwyciężył w igrzyskach frankofońskich. W 2015 zajął 6. miejsce na halowych mistrzostwach Europy. Dwa lata później nie awansował do finału mistrzostw świata w Londynie.
Jego brat Renaud Lavillenie jest mistrzem olimpijskim z 2012 roku w skoku o tyczce.
Rekordy życiowe: stadion – 5,82 (12 lipca 2019, Monako oraz 14 września 2021, Zagrzeb); hala – 5,85 (20 marca 2022, Belgrad).

## Osiągnięcia
| Rok  | Impreza                             | Miejsce   | Lokata            | Wynik |
| ---- | ----------------------------------- | --------- | ----------------- | ----- |
| 2013 | Igrzyska śródziemnomorskie          | Mersin    | 5. miejsce        | 5,20  |
| 2013 | Młodzieżowe mistrzostwa Europy U-23 | Tampere   | 3. miejsce        | 5,50  |
| 2013 | Mistrzostwa świata                  | Moskwa    | –                 | NH    |
| 2013 | Igrzyska frankofońskie              | Nicea     | 1. miejsce        | 5,50  |
| 2015 | Halowe mistrzostwa Europy           | Praga     | 6. miejsce        | 5,65  |
| 2017 | Mistrzostwa świata                  | Londyn    | el. – 14. miejsce | 5,60  |
| 2019 | Mistrzostwa świata                  | Doha      | 6. miejsce        | 5,70  |
| 2021 | Halowe mistrzostwa Europy           | Toruń     | 2.miejsce         | 5,80  |
| 2022 | Halowe mistrzostwa świata           | Belgrad   | 4. miejsce        | 5,85  |
| 2022 | Mistrzostwa świata                  | Eugene    | el. –             | NM    |
| 2022 | Mistrzostwa Europy                  | Monachium | el. –             | NM    |
| 2023 | Halowe mistrzostwa Europy           | Stambuł   | el. – 15. miejsce | 5,40  |